# أنطونيو غارسيا (لاعب رماية)
أنطونيو غارسيا (بالإسبانية: Antonio García Abaunza)‏ هو لاعب رماية مكسيكي، ولد في 17 يناير 1909 في مدينة مكسيكو في المكسيك، وتوفي بنفس المكان في 15 يوليو 1993.

## وصلات خارجية
- أنطونيو غارسيا على موقع اللجنة الأولمبية الدولية (الإنجليزية)
- أنطونيو غارسيا على موقع أوليمبيديا (الإنجليزية)